# Pavol Jacko
Pavol Jacko (* 11. dubna 1943), uváděný také jako Pavel Jacko, je bývalý slovenský fotbalový útočník. Žije v Prešově-Solivaru.

## Hráčská kariéra
Začínal ve Slovanu Solivar. V československé lize hrál za Tatran Prešov, aniž by skóroval. Debutoval v sobotu 11. srpna 1962 v Nitře v zápase s domácím Slovanem (prohra 1:4). Naposled se v I. lize objevil ve středu 5. června 1963 v Praze na Julisce, kde zasáhl do utkání s domácí Duklou (nerozhodně 2:2).
Během základní vojenské služby nastupoval za Iskru Liptovský Mikuláš. Poté působil v Humenném, kde mu spoluhráči byli mj. Ľuboslav Choluj, Pavol Mycio a Viktor Pčola.

### Prvoligová bilance
| Ročník             | Zápasy | Góly | Minuty | Klub             |
| ------------------ | ------ | ---- | ------ | ---------------- |
| I. liga 1962/63    | 4      | 0    | 168    | TJ Tatran Prešov |
| CELKEM I. ČS. LIGA | 4      | 0    | 168    |                  |